# Creighton (Nebraska)
Creighton és una població dels Estats Units a l'estat de Nebraska. Segons el cens del 2000 tenia 1.270 habitants.

## Demografia
Segons el cens del 2000, Creighton tenia 1.270 habitants, 559 habitatges, i 342 famílies. La densitat de població era de 415,6 habitants per km².
Dels 559 habitatges en un 24,9% hi vivien nens de menys de 18 anys, en un 53,5% hi vivien parelles casades, en un 5,7% dones solteres, i en un 38,8% no eren unitats familiars. En el 36,1% dels habitatges hi vivien persones soles el 22,2% de les quals corresponia a persones de 65 anys o més que vivien soles. El nombre mitjà de persones vivint en cada habitatge era de 2,19 i el nombre mitjà de persones que vivien en cada família era de 2,87.
Per edats la població es repartia de la següent manera: un 23% tenia menys de 18 anys, un 4,4% entre 18 i 24, un 21,3% entre 25 i 44, un 21,7% de 45 a 60 i un 29,6% 65 anys o més.
L'edat mediana era de 46 anys. Per cada 100 dones de 18 o més anys hi havia 83,1 homes.
La renda mediana per habitatge era de 27.763 $ i la renda mediana per família de 38.667 $. Els homes tenien una renda mediana de 25.156 $ mentre que les dones 16.667 $. La renda per capita de la població era de 15.293 $. Aproximadament el 7,4% de les famílies i el 10,1% de la població estaven per davall del llindar de pobresa.

## Poblacions més properes
El següent diagrama mostra les poblacions més properes.